# Knipptrattskivling
Knipptrattskivling (Lepista ovispora) är en svampart som först beskrevs av Jakob Emanuel Lange, och fick sitt nu gällande namn av Gulden 1983. Knipptrattskivling ingår i släktet Lepista och familjen Tricholomataceae.  Arten är reproducerande i Sverige. Inga underarter finns listade i Catalogue of Life.